# The Chantays
The Chantays (parfois présenté comme Chantay's) est un groupe de surf rock américain originaire du comté d'Orange, en Californie.
Ils sont connus pour leur chanson instrumentale Pipeline (1963), reconnue par le Rock and Roll Hall of Fame comme l'une des « 500 chansons qui ont façonné le rock 'n' roll »,.